# Prosevania ituriensis
Prosevania ituriensis är en stekelart som först beskrevs av Pierre L. G. Benoit 1949.  Prosevania ituriensis ingår i släktet Prosevania och familjen hungersteklar. Inga underarter finns listade i Catalogue of Life.